# Доњецка област
Доњецка област (укр. Донецька область), позната и као Донечина (укр. Донеччина), област је у источном делу Украјине. Њен административни центар је Доњецк али услед Рата у Донбасу администрација је измештена у град Краматорск.

## Историја
Историјски, ова област је била важан део Донбаса.
Између 1753. и 1764. године, на деловима територија данашње Доњецке и Луганске области простирала се област Славеносрбија.
Пре дестаљинизације у совјетској Украјини, носила је назив Стаљинска област (укр. Сталінська область) до 9. новембра 1961. године.
- Положај некадашње Славеносрбије на подручју Доњецке и Луганске области

## Географија
Доњецка област се налази у југоисточном делу Украјине. Површина области (26.517 km²) чини око 4,4% укупне површине Украјине. Област се на југозападу граничи са Дњипропетровском и Запорошком облашћу, Луганском облашћу на североистоку, Ростовском облашћу на истоку и са Азовским морем на југу. Мерено од севера ка југу, област је дугачка 270 km, а од истока ка западу 190 km.

## Демографија
Становништво области чини 10% укупне популације целе Украјине, што је чини најбројнијом и најгушће насељеном облашћу у Украјини. Један од разлога што је толика концентрација становништва у области је развијена привреда у више градова. Током избора 2004. Виктор Јанукович је претио аутономијом Доњецке и околних области уколико избор њиховог кандидата не буде прихваћен. Никакви званични потези нису учињени о том питању.
| Националност | 1989. | 2001. | Матерњи језик    | 1989. | 2001. |
| Украјинци    | 50,7% | 56,9% | Руски језик      | 67,7% | 74,9% |
| Руси         | 43,6% | 38,2% | Украјински језик | 30,6% | 24,1% |
| Грци         | 1,58% | 1,61% | остали језици    | 0,7%  | 1,0%  |
| Белоруси     | 1,45% | 0,92% |                  |       |       |
| Татари       | 0,48% | 0,40% |                  |       |       |
| Јермени      | 0,19% | 0,33% |                  |       |       |
| Јевреји      | 0,53% | 0,18% |                  |       |       |
| Азери        | 0,08% | 0,17% |                  |       |       |

## Економија
Доњецка област покрива више од половине укупне производње угља, челика и гвожђа у Украјини. Развијена је металургија и индустрије горива и електричне енергије. На територији области регистроване су 882 веће компаније, и 2.095 мањих. У области је развијен и транспорт и то путем железнице, луке и аеродрома.